# العلاقات الأمريكية النيوزيلندية
تشير العلاقات الأمريكية النيوزيلندية إلى العلاقات الدولية التي تربط نيوزيلندا والولايات المتحدة. وفقًا لوزارة الخارجية الأمريكية، العلاقات التي تجمع البلدين، حتى شهر أغسطس من عام 2011، هي الأفضل منذ عقود. تعتبر نيوزيلندا حليفًا رئيسيًا للولايات المتحدة خارج حلف الناتو.
تشترك الولايات المتحدة مع نيوزيلندا في بعض الأسلاف ولهما تاريخ مشترك (إذ كان كِلا البلدين مستعمرةً بريطانية). كان يعيش في كلا البلدين شعوب أصلية سُلبت منها أراضيها جراء عملية الاستعمار. كانت الدولتان أيضًا جزءًا من تحالف غربي يجمع بعض الدول في حروب مختلفة. تُشكل نيوزيلندا والولايات المتحدة، مع ثلاثة بلدان أخرى ناطقة باللغة الإنجليزية، تحالفَ «خمسة أعين» الجاسوسي، وتحالفًا استخباراتيًا. 

## تاريخ
تربط نيوزيلندا مع الولايات المتحدة علاقة صداقة قديمة. في حين أن الولايات المتحدة دولة قوية للغاية، فإن نيوزيلندا دولة صغيرة، تتسم -في غالب الأمر- بالقوة الناعمة فقط، ولكنها تملك سجلًا كبيرًا في مجال مساعدة الدول المضطربة لإيجاد مخرج من أزماتها. 
«يمكن لنيوزيلندا والولايات المتحدة، من خلال قيمنا المشتركة القوية، العمل لتشكيل عالم أفضل، كما نحن. هذا وتجعل الروابط الاقتصادية والعلمية والتعليمية والأهلية التي تجمع الشعبين الأمريكي والنيوزيلندي العلاقة بين البلدين مهمة جدًا بالنسبة لينوزيلندا، ونحن نسعى دائمًا إلى تعزيزها».

رئيسة الوزراء النيوزيلندية، هيلين كلارك، في خطابها أمام الجمعية الآسيوية في واشنطن العاصمة، في 23 مارس من عام 2007.
افتتحت الولايات المتحدة أول تمثيل قنصلي لها في نيوزيلندا عام 1838، بهدف تمثيل وحماية الشحن البري ومصالح صيد الحيتان الأمريكية، وعينت جيمس ريدي كليندون في منصب القنصل المقيم في مستوطنة راسل في نيوزيلندا.
في عام 1840، وبعد توقيع معاهدة وايتانغي، أصبحت نيوزيلندا جزءًا من الإمبراطورية البريطانية. على الرغم من نمو نيوزيلندا بشكل أكثر استقلالية من المستعمرات التابعة للإمبراطورية البريطانية، لكنها، وبالمقابل، اتبعت قيادة المملكة المتحدة في السياسة الخارجية خلال المئة عام الأولى. أعلن رئيس الوزراء النيوزيلندي، مايكل جوزيف سافاج، في أعقاب إعلان الحرب على ألمانيا في الثالث من سبتمبر عام 1939، وقوف بلاده إلى جانب بريطانيا، وقال: «حيثما تذهب سنذهب، وأينما تقف سنقف».  

### خوض المعارك إلى جانب الولايات المتحدة
حاربت نيوزيلندا في عددٍ من النزاعات إلى جانب الولايات المتحدة، بما في ذلك الحرب العالمية الأولى، والحرب العالمية الثانية، والحرب الكورية، وحرب فيتنام، وحرب الخليج الثانية، والحرب في أفغانستان، كما أرسلت وحدة من مهندسي الجيش للمساعدة في إعادة بناء البنية التحتية العراقية خلال حرب العراق. 

### الحرب العالمية الثانية
خلال مسرح عمليات المحيط الهادي في الحرب العالمية الثانية (بين عامي 1941 و1945)، نُشرت أعداد كبيرة من الأفراد العسكريين الأمريكيين في نيوزيلندا استعدادًا لاندلاع معارك حاسمة كمعركة غواداكانال وتاراور. تراوح عدد الجنود الأمريكيين المتمركزين في نيوزيلندا بين شهر يونيو من عام 1942 ومنتصف عام 1944 بين 15 ألفًا و 45 ألفًا. أثرت هذه القوات وقدراتها الشرائية على ثقافة نيوزيلندا بعدة طرق.  
على الرغم من اتسام العلاقات التي كانت تربط البلدين بالإيجابية في غالب الأمر، فقد تطورت بعض نقاط الخلاف التي تحولت إلى بؤر توتر. على سبيل المثال، كُلفت الفرقة البحرية الأولى، خلال فترة إضراب عمال الموانئ، بالقيام بجميع المهام ابتداءً من الأقسام الإدارية وانتهاءً بالتشكيلات القتالية. 
بعد انتهاء الحرب، انضمت نيوزيلندا، مع كل من أستراليا والولايات المتحدة، إلى معاهدة أنزوس للأمن، في عام 1951. 

### معاهدة أنزوس
الاتفاقية الأمنية بين أستراليا ونيوزيلندا والولايات المتحدة (المعروفة بمعاهدة أنزوس) هي تحالف عسكري يلزم أستراليا ونيوزيلندا، وبشكل منفصل الولايات المتحدة وأستراليا، بالتعاون في مسائل الدفاع في منطقة المحيط الهادئ، تُقهم الاتفاقية اليوم على أنها تُعنى بالعمليات الدفاعية. في بادئ الأمر، كانت معاهدة أنزوس لعام 1951 عبارة عن تحالف أمني جماعي متبادل بشكل كامل بين أستراليا ونيوزيلندا والولايات المتحدة، إلا أن هذا الحال لم يدم طويلًا، إذ علّقت الولايات المتحدة من التزامتها الموكلة إليها تجاه نيوزيلندا بموجب الاتفاقية بعد رفض الأخيرة السماح لمدمرة أمريكية، يو إس إس بوكانان، من النزول في ميناء نيوزيلندا في شهر فبراير من عام 1985. تحظر نيوزيلندا، من خلال قانون عام 1984 المتعلق بإنشاء منطقة خالية من الإشعاعات النووية، أي سفينة يُعتقد بأنها تحمل أسلحة نووية من الدخول إلى الموانئ النيوزيلندية، ما حرم جميع السفن الأمريكية من الوصول إلى نيوزيلندا، ويعود ذلك إلى السياسة الأمريكية التي ترفض الإفصاح عن ما إذا كانت سفنها تحمل أسلحة نووية أم لا.
في ردّ منها على الإجراءات النيوزيلندية، علقت الولايات المتحدة التزاماتها التزامتها الموكلة إليها تجاه نيوزيلندا بموجب معاهدة أنزوس، وقطعت العلاقات العسكرية والديبلوماسية الرئيسية التي تجمع بين ويلينجتون وواشنطن، وخفضت تصنيف نيوزيلندا من «حليف» إلى «صديق». اشتمل ذلك على إزالة نيوزيلندا من قائمة الدول المشاركة في المناورات العسكرية والألعاب الحربية في المنطقة، وتقييد المعلومات الاستخباراتية المُشاركة مع نيوزيلندا. لم تنسحب نيوزيلندا من اتفاقية أنزوس، بحجة أن السماح بدخول الأسلحة النووية إلى نيوزيلندا لم يكن ضمن بنود الاتفاقية، وأن الموقف النيوزيلندي لم يكن سلاميًا أو مناهضًا للولايات المتحدة، وكان من المفترض أن يزيد من التعاون العسكري التقليدي بين البلدين. اعتبرت الولايات المتحدة القرار النيوزيلندي بمثابة خيانة لها، وأكدت بأنها لن تقبل موقف نيوزيلندا المناهض للأسلحة النووية، وأشارت إلى أنها لا ترحب بانضمام نيوزيلندا إلى اتفاقية أنزوس إلا إذا قبلت باستقبال جميع السفن الأمريكية. أصدرت الحكومة النيوزيلندية قانون المنطقة الخالية من الإشعاعات النووية ونزع السلاح وتقييد استخدامه لعام 1987، أضفى القانون الجديد طابعًا رسميًا على السياسة السابقة لنيوزيلندا باعتبارها منطقة خالية من الأسلحة النووية، وحظر على جميع السفن التي تعمل بالطاقة النووية أو تحمل أسلحة نووية من دخول المياه الإقليمية النيوزيلندية أو الفضاء الجوي النيوزيلندي.
تراجعت العلاقات الأمريكية النيوزيلندية مرة أخرى بعدما أغرق عملاء فرنسيون سفينة رينبو واريور أثناء رسوّها في ميناء أوكلاند في شهر يوليو من عام 1985. فشلت الولايات المتحدة، مع العديد من الدول الغربية الأخرى باستثناء أستراليا، في إدانة الهجوم الذي اعتبره النيوزيلنديون إرهاب دولة ترعاه فرنسا. عززت هذه الحالة السلبية الخلاف بين البلدين، إذ صرحت وزارة الخارجية الأمريكية، في شهر سبتمبر من عام 1985، بعد بضعة أيام من اعتراف الفرنسيين بمسؤوليتهم عن الحادثة، بأنها «تشجب مثل هذه الأفعال، أينما وقعت». على الرغم من أن الولايات المتحدة لم تطالب، بشكل رسمي، بمعاهدة أنزوس، إلا أن نيوزيلندا واصلت القتال إلى جانب الولايات المتحدة في العديد من النزاعات حول العالم بعد الحرب العالمية الثانية، بما في ذلك الحرب الكورية وحرب فيتنام وحرب الخليج الثانية والحرب في أفغانستان.  

### الحرب الكورية (بين عامي 1950 و 1953)
كانت نيوزيلندا من بين الدول التي استجابت لدعوة الأمم المتحدة للمساعدة في كوريا. انضمت نيوزلندا إلى 15 دولة أخرى، بما فيها المملكة المتحدة والولايات المتحدة في الحرب ضد الشيوعية. كانت الحرب الكورية مهمة في التاريخ السياسي النيوزيلندي إذ كانت بمثابة الخطوة الأولى لها تجاه تقوية الروابط مع الولايات المتحدة ضد الشيوعية.

## مقارنة بين البلدين
هذه مقارنة عامة ومرجعية للدولتين:
| وجه المقارنة                                              | الولايات المتحدة                                                                                                  | نيوزيلندا                                              |
| --------------------------------------------------------- | --- | ------------------------------------------------------ |
| المساحة (كم2)                                             | 9.83 مليون | 268.02 ألف                                             |
| عدد السكان (نسمة)                                         | 311.58 مليون | 4.24 مليون                                             |
| الكثافة السكانية (ن./كم²)                                 | 31.7 | 15.82                                                  |
| العاصمة                                                   | واشنطن العاصمة | ويلينغتون، أوكلاند                                     |
| اللغة الرسمية                                             | لغة إنجليزية | لغة إنجليزية، اللغة الماورية، لغة الإشارة النيوزيلندية |
| العملة                                                    | دولار أمريكي | دولار نيوزيلندي، الجنيه النيوزيلندي                    |
| الناتج المحلي الإجمالي (بليون دولار)                      | 19.39 تريليون | 205.85 مليار                                           |
| الناتج المحلي الإجمالي (تعادل القوة الشرائية) بليون دولار | 18.04 تريليون |                                                        |
| الناتج المحلي الإجمالي الاسمي للفرد دولار أمريكي          | 56.12 ألف |                                                        |
| الناتج المحلي الإجمالي للفرد دولار أمريكي                 | 54.63 ألف |                                                        |
| مؤشر التنمية البشرية                                      | 0.920 | 0.914                                                  |
| رمز المكالمات الدولي                                      | +1 | +64                                                    |
| رمز الإنترنت                                              | .us، Gov.، .mil، Edu.                                                                                             | .nz                                                    |
| المنطقة الزمنية                                           | توقيت ساموا الأمريكية، توقيت أطلنطي موحد، منطقة زمنية وسطى، توقيت ألاسكا ‏، المنطقة الزمنية الجبلية، توقيت تشامرو ‏ | ت ع م+13:00، ت ع م+12:00                               |

## مدن متوأمة
في ما يلي قائمة باتفاقيات التوأمة بين مدن أمريكية ونيوزيلندية:
- ترتبط يوريكا مع نيلسون باتفاقية توأمة.
- ترتبط تمبي مع لور هوت باتفاقية توأمة منذ 1978.
- ترتبط سان بيرناردينو مع تاورانجا باتفاقية توأمة.
- ترتبط بالم ديسيرت مع إقليم جيسبورن [الإنجليزية]‏ باتفاقية توأمة.
- ترتبط أورانج مع تيمارو [الإنجليزية]‏ باتفاقية توأمة.
- ترتبط لوس أنجلوس مع Auckland City [الإنجليزية]‏ باتفاقية توأمة منذ 26 مايو 1972.[26][26][26][26]
- ترتبط أسبن مع كوينزتاون باتفاقية توأمة.
- ترتبط ميسولا مع بالميرستون نورث باتفاقية توأمة.[27][28]
- ترتبط ساكرامنتو مع هاميلتون باتفاقية توأمة.
- ترتبط أونتاريو مع East Coast Bays [الإنجليزية]‏ باتفاقية توأمة منذ 1982.[29][30]
- ترتبط ميسا مع هوت العليا [الإنجليزية]‏ باتفاقية توأمة.
- ترتبط سياتل مع كرايستشرش باتفاقية توأمة منذ 1970.[31][32][33][34]
- ترتبط بورتسموث مع دنيدن باتفاقية توأمة.
- ترتبط كلاماث فالز مع روتوروا باتفاقية توأمة.
- ترتبط لاريدو مع لور هوت باتفاقية توأمة.

## منظمات دولية مشتركة
يشترك البلدان في عضوية مجموعة من المنظمات الدولية، منها:
| علم المنظمة | اسم المنظمة                                      | تاريخ انضمام الولايات المتحدة | تاريخ انضمام نيوزيلندا |
| ----------- | ------------------------------------------------ | ----------------------------- | ---------------------- |
|             | وكالة ضمان الاستثمار متعدد الأطراف               | 12 أبريل 1988                 | 22 أبريل 2008          |
|             | الوكالة الدولية للطاقة                           | ?                             | ?                      |
|             | ABCANZ Armies ‏                                   | ?                             | ?                      |
|             | الاتحاد الدولي للاتصالات                         | 1 يوليو 1908                  | 3 يونيو 1878           |
|             | أنزوس                                            | ?                             | ?                      |
|             | يونسكو                                           | 4 نوفمبر 1946                 | 4 نوفمبر 1946          |
|             | بنك التنمية الآسيوي                              | 1966                          | 1966                   |
|             | الأمم المتحدة                                    | 24 أكتوبر 1945                | 24 أكتوبر 1945         |
|             | Five Eyes Air Force Interoperability Council ‏    | ?                             | ?                      |
|             | مؤسسة التمويل الدولية                            | 20 يوليو 1956                 | 31 أغسطس 1961          |
|             | منظمة الشرطة الجنائية الدولية                    | ?                             | ?                      |
|             | الاتحاد البريدي العالمي                          | ?                             | ?                      |
|             | منظمة حظر الأسلحة الكيميائية                     | ?                             | ?                      |
|             | سياتو                                            | ?                             | ?                      |
|             | برنامج التعاون التقني ‏                           | ?                             | ?                      |
|             | منظمة التجارة العالمية                           | ?                             | ?                      |
|             | Combined Communications-Electronics Board ‏       | ?                             | ?                      |
|             | نظام تحكم تكنولوجيا القذائف                      | 1987                          | 1991                   |
|             | مجموعة الموردين النوويين                         | ?                             | ?                      |
|             | منظمة التعاون الاقتصادي والتنمية                 | ?                             | ?                      |
|             | المركز الدولي لتسوية المنازعات الاستشارية        | 14 أكتوبر 1966                | 2 مايو 1980            |
|             | البنك الدولي للإنشاء والتعمير                    | 27 ديسمبر 1945                | 31 أغسطس 1961          |
|             | منتدى آسيان الإقليمي ‏                            | ?                             | ?                      |
|             | منتدى التعاون الاقتصادي لدول آسيا والمحيط الهادئ | 6 نوفمبر 1989                 | 6 نوفمبر 1989          |
|             | مؤسسة التنمية الدولية                            | 24 سبتمبر 1960                | 1 أكتوبر 1974          |
|             | المنظمة الهيدروغرافية الدولية                    | ?                             | ?                      |
|             | الفريق المعني برصد الأرض                         | ?                             | ?                      |
|             | مجموعة أستراليا                                  | 1985                          | 1985                   |
|             | AUSCANNZUKUS ‏                                    | ?                             | ?                      |

## وصلات خارجية
- موقع وزارة الخارجية الأمريكية
- موقع وزارة الخارجية النيوزيلندية